# 2365 Інтеркосмос
2365 Інтеркосмос (2365 Interkosmos) — астероїд головного поясу, відкритий 30 грудня 1980 року.
Тіссеранів параметр щодо Юпітера — 3,428.